# Unsere Neue Zeitung
Unsere Neue Zeitung (Abkürzung UNZ) ist eine linke Wochenzeitung in Thüringen. Sie wurde 1990 gegründet und erscheint in Erfurt.
Auf der Website werden die meisten Artikel der aktuellen Printausgabe kostenlos einsehbar veröffentlicht. Ein vollständiges ePaper existiert derzeit nicht.

## Verlag
Die Zeitschrift ist im Besitz von Privatpersonen, die teilweise dem Umfeld der Linken angehören. Sie wird verlegt von der Verlagsgeschäftsführerin Monika Fenk-Sorbe. Der wichtigste Anzeigenkunde der UNZ sind die Partei Die Linke und ihre Abgeordneten, u. a. enthält sie als Beilage den „Parlamentsreport“ der Landtagsfraktion, der eine eigene Redaktion hat. Daneben werben in der Zeitschrift lokale Unternehmen ohne politische Bezüge.

### Weitere Verlagsprodukte
Der UNZ Verlag versendet auch die Mitgliederzeitung "Linksblick" der Partei Die Linke in Thüringen in einer Auflage von 3500 Stück (Stand Ende 2024).
Der Verlag gab in der Vergangenheit Broschüren zur Zeitgeschichte heraus, teilweise mit dem Standpunkt der zur DDR-Zeit aktiven Funktionäre. Nach 2002 wurde diese Reihe nicht fortgesetzt.

## Inhalt
Die Zeitschrift mit dem Untertitel „für Kultur, Politik, Wirtschaft und Arbeitsmarkt in Thüringen“ hat regelmäßig eine „Land und Leute“-Seite, Interviews, den „Parlamentsreport“ als mehrseitige Beilage. Eine Seite ist Jugendthemen und Aktivitäten der Linksjugend ['solid] gewidmet, eine weitere Seite beschäftigt sich mit der Politik im Europaparlament. Weitere Rubriken sind Kurznachrichten aus den Regionen, Veranstaltungshinweise, Leserbriefe, ein Service- und Ratgeberteil sowie Rätsel. Insgesamt ist die Zeitschrift von der Anlage her mit dem Bayernkurier vergleichbar, wenn auch mit einem linken statt einem christsozialen Schwerpunkt.

## Reichweite
Die Zeitung hat eine Auflage von 5100 Exemplaren, von denen 4800 an Abonnenten ausgeliefert und 300 über den Zeitschriftenhandel verkauft werden. Laut einer Media-Analyse habe die Zeitung aber in Thüringen eine Reichweite von circa 15.000 Lesern. Verbreitet ist die Zeitung mittlerweile auch in den Montagsdemo-Initiativen.

## Redaktion
Chefredakteur ist seit 2009 Thomas Holzmann. Er löste Regina Pelz ab, die seit 1990 der Redaktion vorstand.
Neben bezahlten Redakteuren des Verlages arbeiten für die Zeitung regelmäßig die ehrenamtlichen Autorenkollektive, sowie eine Reihe von Personen, die unregelmäßig ihre Texte und Bilder kostenlos bzw. gegen Zeilenhonorar zur Verfügung stellen.